# Chien de Saint-John
Le chien d'eau de Saint John, aussi connu sous le nom de chien de Saint John ou de lesser Newfoundland ("moindre" Terre-Neuve), était une race de pays (un chien élevé dans un but précis, et non pour son apparence) de chien domestique de Terre-Neuve. 
On en sait peu sur les types qui ont été intégrés à sa constitution génétique, bien qu'il s'agisse probablement d'un mélange aléatoire de vieux chiens de travail anglais, irlandais et portugais. Ils étaient les chiens préférés des pêcheurs car ils possédaient des qualités extraordinaires comme un bon tempérament et un bon comportement au travail. Le nombre de chiens d'eau de St. John's a commencé à décliner au début du XXe siècle. 
Au début des années 1980, la variété s'est éteinte.

## Histoire
Le chien d'eau de St. John's était l'ancêtre des retrievers modernes, dont le Flat Coated Retriever, le Curly Coated Retriever, le Chesapeake Bay Retriever, le Golden Retriever et le Labrador Retriever. Ils ont également été appelés chiens d'eau en raison de leur amour pour l'eau et leur manteau résistant à l'eau. Le chien de St. John’s était également un ancêtre du chien de Terre-Neuve, probablement grâce à une reproduction avec des mastiffs apportée sur l’île par les générations de pêcheurs portugais qui pêchaient au large depuis le XVe siècle.
Au XIXe siècle et au début du XXe siècle, les chiens de St. John's ont été exportés de Terre-Neuve en Angleterre. Ces chiens ont été croisés avec d'autres chiens pour créer les retrievers ou chiens de rapport.

### Source
- (en) Cet article est partiellement ou en totalité issu de l’article de Wikipédia en anglais intitulé « St. John's water dog » (voir la liste des auteurs).